# دافيد فرنانديز بوربالان
دافيد فرنانديز بوربالان (بالإسبانية: David Fernández Borbalán) (مواليد 30 مايو 1973) هو حكم كرة قدم إسباني. كانت أول مباراة يديرها في الدوري الإسباني لكرة القدم في 12 سبتمبر 2004، بين نادي ليفانتي و‌راسينغ سانتاندير. وأدار بوربالان أيضًا المباراة الهامة في الدوري التشيكي لكرة القدم موسم 2014–15 بين سبارتا براغ و‌نادي فيكتوريا بلزن في 9 مايو 2015.

## وصلات خارجية
- دافيد فرنانديز بوربالان على WorldReferee.com نسخة محفوظة 28 أكتوبر 2011 على موقع واي باك مشين.